# Wrąb
Wrąb, zacios – połączenie ciesielskie elementów drewnianych wykonane przez nacięcie albo wcięcie w jednym lub w obu łączonych elementach. Nacięcia są tak dopasowane, aby umożliwić nasunięcie jednego elementu na drugi i zapewnić ich współpracę.